# Herbert Otto Gille

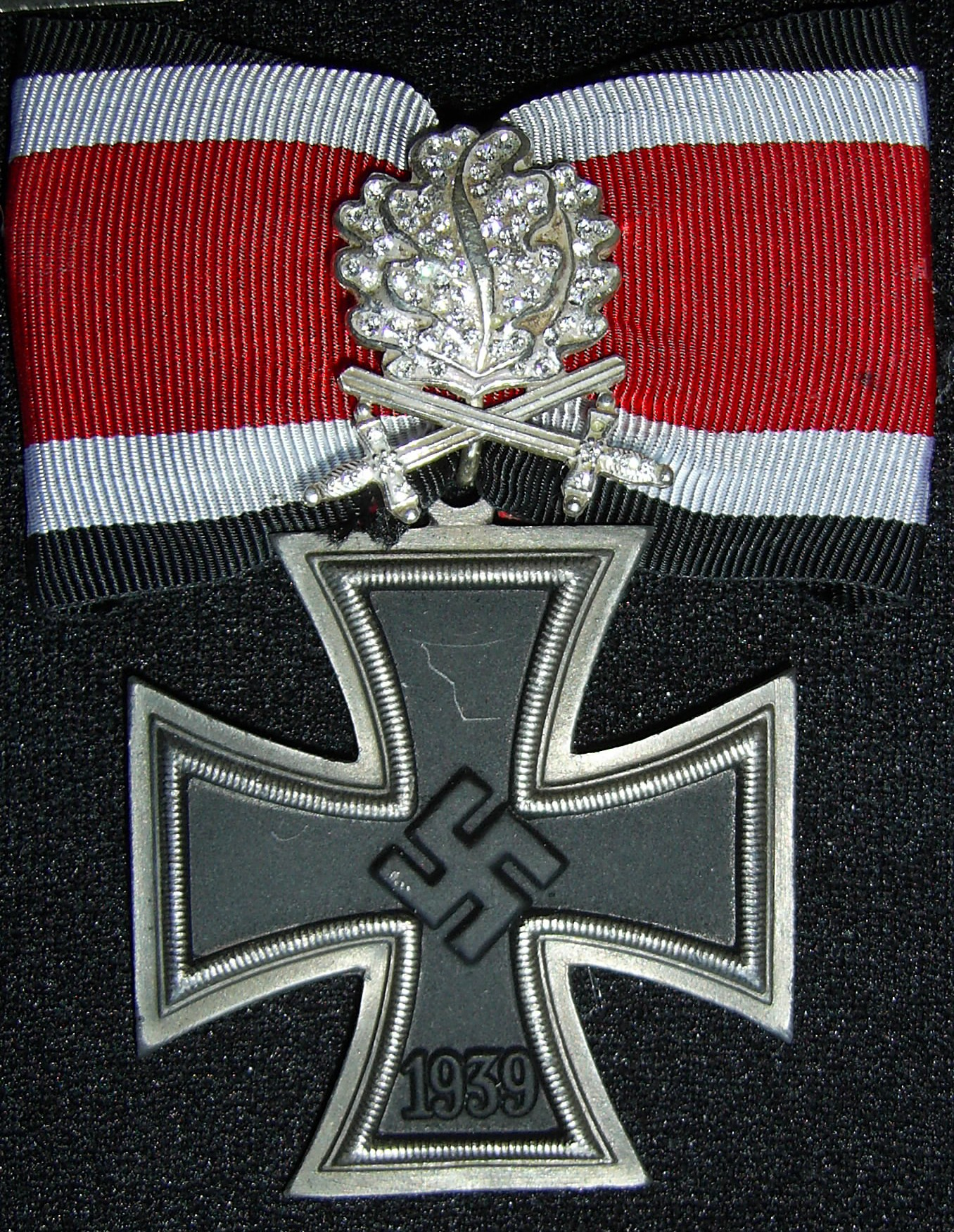
Riddarkorset av Järnkorset med eklöv, svärd och diamanter.

Herbert Otto Gille, född 8 mars 1897 i Gandersheim, död 26 december 1966 i Stemmen i nuvarande Barsinghausen, var en tysk Obergruppenführer och general i Waffen-SS. Han var mellan 1943 och 1944 befälhavare för 5. SS-Panzer-Division Wiking. Som en av två medlemmar i Waffen-SS dekorerades Gille med Riddarkorset av Järnkorset med eklöv, svärd och diamanter.

## Biografi
Gille tjänstgjorde i artilleriet under första världskriget. Efter kriget arbetade han bland annat inom jordbruk. I januari 1935 gifte sig Gille med Sophie Charlotte Mennecke (född 1903); en dotter föddes i oktober samma år.
Under Tysklands fälttåg mot Polen i september 1939 tillhörde Gille ett artilleriregemente inom SS-Verfügungstruppe. I maj 1943 blev han på östfronten befälhavare för 5. SS-Panzer-Division Wiking, som hyste soldater från bland annat Sverige, Danmark, Norge och Finland. Gille utmärkte sig särskilt i slaget vid Korsun-Tjerkassy-fickan i början av 1944. I januari året därpå kommenderades han som befälhavare för IV. SS-Panzerkorps för att undsätta det av Röda armén belägrade Budapest. Detta lyckades dock inte. Gille och IV. SS-Panzerkorps deltog även i den misslyckade Operation Frühlingserwachen, Tysklands sista offensiv under andra världskriget.
Gille tillfångatogs av amerikanska trupper i maj 1945 och satt internerad i tre år.

## Utmärkelser
- Riddarkorset av Järnkorset med eklöv, svärd och diamanter
  - Riddarkorset: 8 oktober 1942
  - Eklöv: 1 november 1943
  - Svärd: 20 februari 1944
  - Diamanter: 19 april 1944
- Tyska korset i guld
- Järnkorset av andra klassen
- Järnkorset av första klassen
- Tilläggsspänne till Järnkorset av andra klassen: 26 oktober 1939
- Tilläggsspänne till Järnkorset av första klassen: 21 november 1939
- Omnämnd i Wehrmachtbericht: 6 april 1944 och 2 september 1944
- Attackmärket: maj 1941
- Östfrontsmedaljen: 15 september 1942
- Anschlussmedaljen (Medaille zur Erinnerung an den 13. März 1938)
- Sudetenlandmedaljen (Medaille zur Erinnerung an den 1. Oktober 1938)
- Braunschweigisches Verdienstkreuz av andra klassen
- Braunschweigisches Verdienstkreuz av första klassen
- Ärekorset (Ehrenkreuz für Frontkämpfer)
- SS tjänsteutmärkelser
- Tyska riksidrottsutmärkelsen i silver
- SA:s idrottsutmärkelse i silver
- SS Hederssvärd
- SS-Ehrenring (Totenkopfring)
- Frihetskorsets orden av första klassen med svärd